# Antoine Valois-Fortier
Antoine Valois-Fortier (Vanier, 13 de marzo de 1990) es un deportista canadiense que compitió en judo.
Participó en tres Juegos Olímpicos de Verano, entre los años 2012 y 2020, obteniendo una medalla de bronce en Londres 2012, en la categoría de –81 kg. En los Juegos Panamericanos de 2011 consiguió una medalla de bronce.
Ganó tres medallas en el Campeonato Mundial de Judo entre los años 2014 y 2019, y ocho medallas en el Campeonato Panamericano de Judo entre los años 2011 y 2019. 

## Palmarés internacional
| Juegos Olímpicos        | Juegos Olímpicos      | Juegos Olímpicos  | Juegos Olímpicos |
| Año                     | Lugar                 | Medalla           | Categoría        |
| ----------------------- | --------------------- | ----------------- | ---------------- |
| 2012                    | Londres (Reino Unido) | Medalla de bronce | –81 kg           |
| Campeonato Mundial      |                       |                   |                  |
| Año                     | Lugar                 | Medalla           | Categoría        |
| 2014                    | Cheliábinsk (Rusia)   | Medalla de plata  | –81 kg           |
| 2015                    | Astaná (Kazajistán)   | Medalla de bronce | –81 kg           |
| 2019                    | Tokio (Japón)         | Medalla de bronce | –81 kg           |
| Juegos Panamericanos    |                       |                   |                  |
| Año                     | Lugar                 | Medalla           | Categoría        |
| 2011                    | Guadalajara (México)  | Medalla de bronce | –81 kg           |
| Campeonato Panamericano |                       |                   |                  |
| Año                     | Lugar                 | Medalla           | Categoría        |
| 2011                    | Guadalajara (México)  | Medalla de bronce | –81 kg           |
| 2012                    | Montreal (Canadá)     | Medalla de plata  | –81 kg           |
| 2013                    | San José (Costa Rica) | Medalla de plata  | –81 kg           |
| 2014                    | Guayaquil (Ecuador)   | Medalla de plata  | –81 kg           |
| 2015                    | Edmonton (Canadá)     | Medalla de bronce | –81 kg           |
| 2016                    | La Habana (Cuba)      | Medalla de oro    | –81 kg           |
| 2018                    | San José (Costa Rica) | Medalla de oro    | –81 kg           |
| 2019                    | Lima (Perú)           | Medalla de oro    | –81 kg           |